# إن بي إيه درافت
إن بي إيه درافت (NBA draft) هو حَدَث سنوي في دوري كرة السلة الأمريكي للمحترفين، يعود تاريخه إلى عام 1947، تستطيع من خلاله الفِرَق الثلاثين في الرابطة الوطنية لكرة السلة (NBA) اختيار لاعبي كرة السلة المؤهّلين والراغبين في الانضمام إلى الدوري. وعادةً ما يكون هؤلاء من لاعبي كرة السلة للجامِعات الذي قضَوا مدة أربع سنوات في فِرَقهم، ومن الممكن أيضاً اختيار لاعبين دوليين مؤهَّلين فوق سن 23 عاماً.
يُعقد الدرافت عادةً في نهاية حزيران/يونيو خلال إجازة الدوري الأمريكي للمحترفين. ومنذ عام 1989 يتألّف من جولتين، ويتم اختيار ستين لاعباً في كل عام. ولا يمكن لأي لاعب أن يوقِّع مع الدوري الأمريكي للمحترفين حتى يكون مؤهَّلاً لدرافت واحد على الأقل.